# Athanase d'Alexandrie
Pour les articles homonymes, voir Athanase.
Athanase d'Alexandrie (en grec ancien : Ἀθανάσιος), né vers 296/298 et mort le 2 mai 373, dit le Grand, est évêque (patriarche) d'Alexandrie du 8 juin 328 à sa mort.  Sa personne est au cœur des controverses entre Orient et Occident. Né sous la dernière persécution dite « Grande persécution », Athanase vit le moment historique du passage d’un christianisme minoritaire à un christianisme de masse dans cette partie de l’Orient ; l’époque voit aussi l’émergence d’une Église égyptienne solidement structurée, capable de résister durablement aux adversaires de l’orthodoxie nicéenne.
Il est surnommé Athanasius contra mundum (« Athanase contre le monde ») en raison du combat qu'il a mené sa vie durant pour expliquer et imposer la divinité du Christ lorsque le monde entier semblait abandonner l’orthodoxie nicéenne. 
Saint Athanase est une figure majeure du christianisme antique : l'Église copte orthodoxe l'appelle l'« Apostolique », le « Phare de l'Orient » et la « Colonne de la foi ». Les Églises orthodoxes le fêtent le 18 janvier et le comptent parmi les quatre grands Docteurs de l'Église. L'Église catholique (qui le fête le 2 mai) le compte parmi ses trente-six Docteurs et un des Pères de l'Église. Au cours de ses 45 ans d'épiscopat, il connaîtra cinq fois l'exil.

## Biographie

### Jeunesse
Athanase naît à Damanhour, près d'Alexandrie, en Égypte, en 298. Il est issu d'une famille païenne et est attiré par le christianisme en raison des bonnes manières qu’avaient les chrétiens qu’il côtoyait. Il est baptisé par l'évêque Alexandre qui l’ordonne diacre et le prend comme disciple.
Il reçoit une instruction profane très solide, notamment littéraire et philosophique, dans les écoles de la métropole, comme il ressort évidemment de l'ensemble de son œuvre. Sa culture est d'ailleurs purement grecque, sans qu'on n’y perçoive jamais d'héritage égyptien. Il entre très jeune dans le clergé chrétien d'Alexandrie, et il y est lecteur pendant six ans.
Il s'impose très vite par ses qualités comme secrétaire et homme de confiance de l'évêque Alexandre : il est le probable rédacteur du mémorandum envoyé en 322 par Alexandre à ses collègues évêques pour expliquer et justifier le synode d'Alexandrie de 321 qui a déposé le prêtre Arius et les membres de sa faction ; c'est un de ses premiers textes connus. Il participe en qualité de diacre et secrétaire de l'évêque Alexandre au premier concile de Nicée (fin mai - 25 juillet 325). Alexandre le désigne comme son successeur avant de mourir (17 avril 328). Athanase est intronisé évêque d'Alexandrie le 8 juin suivant, âgé de seulement trente ans.

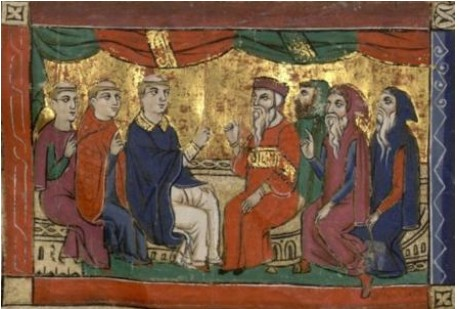
Saint Athanase au concile de Nicée. Icône du XIIIe siècle.

### Première période de l'épiscopat (8 juin 328-11 juillet 335)
La première période de son épiscopat, jusqu'à son premier départ pour l'exil le 11 juillet 335, est mal connue dans le détail. À l'automne 329, il entreprend une longue tournée qui le mène en Haute-Égypte jusqu'à Syène, et il fait étape au monastère de Tabennèse où il procède à l'ordination comme prêtre de l'abbé Pacôme.
Mais les tensions montent dans l'Église : dès 329, Eusèbe de Nicomédie, chef de file des ariens au concile de Nicée, revient en grâce à la cour impériale ; en 330, un concile arianisant dépose Eustathe d'Antioche, l'un des premiers adversaires d'Arius, pour sabellianisme et immoralité ; en Égypte même, un rapprochement se produit entre les ariens et le schisme plus ancien de Mélétios, alors dirigé par Jean Arcaph.
En 330, Eusèbe de Nicomédie envoie un message à Athanase lui demandant de réadmettre Arius et son groupe dans l'Église d'Alexandrie ; le refus d'Athanase entraîne l'émission d'une lettre officielle de l'empereur allant dans le même sens. Cependant, une délégation d'évêques mélétiens au palais impérial de Nicomédie se plaint d'exactions financières illégales de la part d'Athanase. Celui-ci est convoqué par Constantin fin 330 ; la visite tourne bien pour Athanase, mais il tombe malade et n'est de retour à Alexandrie qu'au printemps 332.
Mais le parti arien ne lâche pas prise : un dossier est monté contre Athanase (sous la supervision notamment d'Eusèbe de Nicomédie), l'accusant d'une gestion tyrannique, voire criminelle, de l'Église égyptienne : l'un de ses adjoints, Macaire, aurait exercé des violences sacrilèges contre le prêtre de village Ischyras (tenant d'un autre schisme, anti-arien radical, celui de Colluthus), renversant l'autel et jetant le calice au sol ; surtout, Athanase aurait fait assassiner Arsène, évêque mélétien d'Hypsélé, et couper une de ses mains pour l'utiliser dans des rituels magiques (pratique dont Athanase est par ailleurs accusé).
D'autres cas sont allégués, certains dénoncés comme des complots (ainsi, l'évêque Arsène, qui se cachait, est finalement retrouvé vivant avec ses deux mains). L'empereur Constantin envoie son demi-frère Flavius Dalmatius, alors en poste à Antioche, enquêter sur les accusations ; informé de l'imposture d'Arsène, il expédie d'ailleurs un courrier à Athanase pour lui exprimer l’indignation que lui inspire ce complot. En 334, l'évêque d'Alexandrie est toutefois invité à venir s'expliquer devant un synode qui se tiendrait à Césarée maritime, sous la présidence de l'évêque de cette ville, Eusèbe de Césarée ; mais celui-ci étant plutôt pro-arien, Athanase refuse de comparaître.
Finalement, il est décidé qu'une assemblée d'évêques se réunira à Tyr pendant l'été 335, alors que tous les dignitaires convergeront vers Jérusalem où la grande église du Saint-Sépulcre doit être inaugurée. Environ cent cinquante évêques seront présents sous la présidence d'Eusèbe de Césarée et en présence d'un représentant de l'empereur, le comte Denys. Athanase est très fermement invité à ne pas se dérober.

### Premier exil (11 juillet 335-23 novembre 337)
À ce concile de Tyr, les ariens sont présents en force, autour d'Eusèbe de Nicomédie lui-même. Les débats sont très violents et pleins de rebondissements, les accusations les plus graves fusent de toutes parts. Finalement une commission est nommée pour aller effectuer un supplément d'enquête en Égypte, mais elle est largement dominée par des ariens, et peut compter pour ses investigations sur l'appui de Flavius Philagrius, préfet d'Égypte nouvellement nommé et sympathisant arien notoire.
Pendant ce temps Athanase, accompagné de quatre évêques égyptiens, s'embarque pour Constantinople où il arrive le 30 octobre. Ils abordent directement l'empereur qui fait une promenade à cheval ; celui-ci, ennuyé par leur présence, refuse d'abord tout entretien, mais devant leur insistance accepte de les recevoir, et finalement écrit à Jérusalem pour convoquer dans la capitale tous les évêques qui étaient présents au concile de Tyr.
Pendant ce temps, la commission étant revenue à Tyr, le concile a adopté une résolution déposant Athanase de son siège. Ensuite les évêques se rendent à Jérusalem pour la dédicace du Saint-Sépulcre ; Arius et certains de ses proches, présents, y sont d'ailleurs admis à la communion. Quand arrive la convocation impériale, il est décidé que la plupart des évêques rentreront tranquillement chez eux, et que six seulement (dont Eusèbe de Césarée, président du concile, et Eusèbe de Nicomédie) iront s'expliquer devant Constantin.
Ils lancent contre Athanase une accusation très grave (délaissant d'ailleurs les autres) : il aurait menacé de faire interrompre les livraisons annuelles de grain égyptien à Constantinople. Athanase répond qu'il serait bien en peine de le faire, qu'il n'en a pas le pouvoir, mais rien n'y fait : le 5 février 336, il doit prendre le chemin de l'exil à Trèves, ville du nord de l'empire sur la Moselle, mesure d'ailleurs très clémente au regard de l'énormité de l'accusation : Constantin, sans trop y croire, a sans doute surtout voulu se débarrasser d'un problème.
Athanase séjourne à Trèves pendant un peu plus d'un an (printemps 336 - juin 337). Il y a des compagnons égyptiens et y est bien reçu par l'évêque de la ville, Maximin. Réside également à Trèves le césar Constantin, fils aîné de l'empereur, qui devient le protecteur d'Athanase. L'empereur Constantin Ier meurt à Nicomédie le 22 mai 337, et la nouvelle parvient à Trèves dans les premiers jours de juin. Le 17 de ce mois, le césar Constantin envoie une lettre au peuple et au clergé d'Alexandrie : il y affirme que l'intention de son père était de rétablir Athanase sur son siège, et que lui-même va exécuter cette volonté.
Les trois fils de l'empereur mort se rencontrent à Viminacium où ils se partagent l'Empire et se proclament conjointement Augustes (9 septembre 337). Athanase a accompagné Constantin II, et à Viminacium rencontre pour la première fois son futur persécuteur Constance II. Ensuite il se rend à Constantinople, puis rencontre une nouvelle fois Constance II à Césarée de Cappadoce, enfin arrive le 23 novembre à Alexandrie, où il est accueilli en triomphe par ses partisans, mais où ses ennemis provoquent aussi des tumultes.

### Seconde période de l'épiscopat (23 novembre 337-16 avril 339)

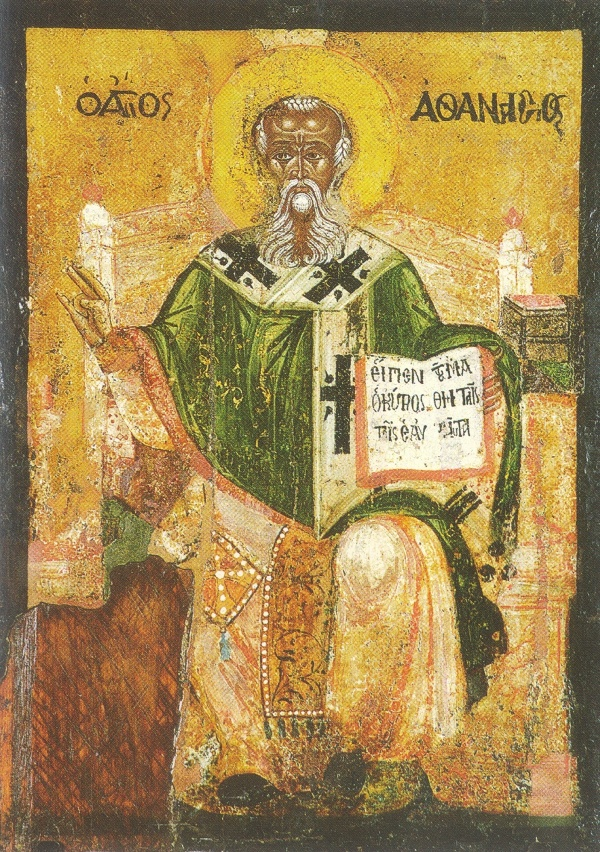
Icône de saint Athanase (XVIIe siècle). Musée archéologique de Varna (Bulgarie).

Le retour d'Athanase est très controversé. Ses adversaires prétendent que le fameux ermite Antoine est de leur côté. Les partisans de l'évêque le font alors venir à Alexandrie, où il reste deux jours (26-27 juillet 338), déplaçant des foules aussi bien chrétiennes que païennes, et où il se prononce clairement pour Athanase.
Cependant Constance II, dont la part d'Empire comprend l'Égypte, se range de plus en plus clairement dans le camp des ariens : Eusèbe de Nicomédie est promu au siège épiscopal de Constantinople, la capitale officielle ; lui et ses partisans insistent auprès de l'empereur sur le fait que la restauration d'Athanase, imposée sous la pression de Constantin II, est inacceptable, bafouant le décret du concile de Tyr ; ils se plaignent que le nouveau préfet d'Égypte Théodore, marionnette d'Athanase, réprime durement les ariens. Constance II rétablit alors comme préfet Philagrius, arien militant, qui est accueilli triomphalement à Alexandrie par les membres du parti.
Les ariens, sûrs de leur droit, consacrent même un évêque d'Alexandrie concurrent d'Athanase, Pistus (un prêtre qui faisait partie du premier groupe des partisans d'Arius, vingt ans auparavant), mais il ne parvient pas, semble-t-il, à s'imposer.
Les ariens envoient une délégation à Rome (composée du prêtre Macaire et de deux diacres, Martyrius et Hésychius) pour obtenir du pape Jules Ier la reconnaissance de Pistus. L'apprenant, Athanase réunit fin 338 un synode des évêques égyptiens, puis dépêche deux prêtres à Rome pour éclairer le pape sur les antécédents de Pistus. Jules Ier propose l'organisation à Rome, l'été suivant, d'un concile pour régler la question.
Les deux prêtres qu'il envoie à Constantinople avec cette proposition (Elpidius et Philoxène) y sont retenus jusqu'en janvier 340, et donc aucune réponse n'est donnée. Au lieu de cela, les ariens ont réuni dès le début 339 un concile à Antioche, où séjourne l'empereur Constance II, et ils y procèdent au remplacement officiel d'Athanase : considérant apparemment que Pistus ne fait pas l'affaire, ils proposent d'abord le poste à Eusèbe d'Édesse (futur évêque d'Émèse), qui refuse, puis à Grégoire de Cappadoce, qui est consacré et signe déjà les actes de ce concile comme « évêque d'Alexandrie ».
Pendant ce temps, la situation est très troublée à Alexandrie, où le préfet Philagrius soutient ouvertement les ariens. Le dimanche 18 mars 339, procédant à des baptêmes dans l'église Saint-Théonas, Athanase est recherché par une troupe armée. Il parvient à s'échapper le lendemain matin. Le 22 mars, le nouvel évêque Grégoire de Cappadoce fait son entrée dans la ville sous escorte militaire. Athanase demeure à Alexandrie encore quatre semaines, puis il s'embarque à destination de Rome le 16 avril, lundi de Pâques. Sa deuxième période d'épiscopat effectif n'a duré qu'un an, quatre mois et vingt-quatre jours.

### Second exil (16 avril 339-21 octobre 346)
Arrivé à Rome en mai 339, accompagné de membres de son clergé, Athanase y est rejoint dans les trois mois suivants par d'autres évêques orientaux déposés par le parti d'Eusèbe de Constantinople soutenu par Constance II : Paul de Constantinople (remplacé sur son siège par Eusèbe lui-même), Marcel d'Ancyre, Asclépas de Gaza. Son homme de confiance en Égypte, avec lequel il correspond, est l'évêque Sérapion de Thmuis, qu'il charge d'annoncer aux fidèles le calendrier liturgique. Grégoire de Cappadoce envoie à Rome un certain Carponès (lui-même militant arien des origines), qui confirme tout ce qui a été allégué contre Pistus en tentant de convaincre le pape que Grégoire est tout différent, mais il échoue.
En mars ou avril 340, les envoyés du pape Jules Ier à Constantinople sont enfin de retour, porteur d'une réponse au ton aigre qui est un refus de la proposition de concile. Le pape, gardant secrète la réponse, attend encore un peu pour voir s'il ne peut faire venir quelques Orientaux à un concile, mais perdant espoir il organise un concile purement italien d'une vingtaine d'évêques, qui examine le cas des évêques exilés à Rome et finit par les juger tous innocents des charges accumulées contre eux, et par juger leurs dépositions nulles et non avenues (hiver 340-341). Le pape rédige alors une lettre aux évêques orientaux déclarant que le siège de Rome ne reconnaît pas les remplacements qui ont été effectués.
La lettre du pape est examinée par le « concile de la Dédicace », réuni à Antioche en 341 à l'occasion de la dédicace de la somptueuse « église d'or » dont la construction avait été décidée par Constantin Ier. Eusèbe de Constantinople et toutes les grandes figures du parti arien sont présents. Ce concile examine de nouvelles formules de Credo susceptibles de convenir à tous (remettant d'ailleurs en cause celui de Nicée), mais en tout cas, sur la question de la déposition des évêques exilés à Rome, il oppose une fin de non-recevoir au pape.
Jules Ier s'adresse alors à Constant Ier, empereur d'Occident, qui se fait le champion de l'Église romaine, mais aussi d'Athanase, dont il est un admirateur. Au printemps 342, il écrit à son frère Constance II pour lui signifier qu'un concile général lui paraît la seule façon de régler la querelle, et sans doute en mai il convoque Athanase à Milan pour lui annoncer cette initiative. Ensuite l'empereur part pour la Gaule, où il doit mener une campagne contre les Francs, tandis que l'évêque reste à Milan (après trois ans passés à Rome). À l'automne, après la fin de la campagne, Athanase est appelé à Trèves, où l'empereur se trouve avec Hosius de Cordoue et d'autres évêques : le lieu du concile a été fixé à Sardique (ou Serdica, l'actuelle Sofia), sur le territoire de Constant Ier mais à la limite de celui de Constance II.
Le concile de Sardique se réunit très probablement à l'été 343, avec environ quatre-vingt-quinze évêques occidentaux et un nombre moindre d'évêques orientaux, qui viennent avec suspicion, protégés par des hommes d'armes, entre autres l'ancien préfet Flavius Philagrius (Eusèbe de Constantinople, le grand adversaire de la période 329-341, est mort). La querelle s'élève tout de suite sur le point de savoir si les évêques exilés, dont Athanase, doivent siéger, les Orientaux le refusant, les Occidentaux considérant qu'avant une décision du concile général leur déposition est suspendue. S'ensuit un long dialogue de sourds, et finalement les Orientaux (sauf deux) prennent prétexte de l'annonce d'une victoire de Constance II sur les Perses pour quitter la ville de nuit, laissant un prêtre de l'endroit, Eustathe, les excuser le lendemain.
En fait, une fois passés sur le territoire de Constance II, ils s'arrêtent à Philippopolis où ils improvisent un contre-concile qui excommunie Jules Ier, Hosius de Cordoue et Athanase. Les évêques occidentaux restés à Sardique proclament l'innocence et la légitimité des évêques exilés, prononcent la déposition des évêques intrus en Orient, et légifèrent notamment sur le fait que désormais tout évêque s'estimant injustement déposé pourra en appeler au pape de Rome, successeur de saint Pierre. Une lettre à la chrétienté tout entière est rédigée.
La réaction de Constance II est d'abord très négative : prenant fait et cause pour les évêques orientaux (de tendance arienne), il intensifie sur son territoire la répression contre le parti adverse. Athanase passe l'hiver, puis le printemps 344 à Naissus. Pendant l'été, il prend la direction d'Aquilée, où l'attend Constant Ier. Celui-ci a embrassé pleinement la cause du concile de Sardique : au début de l'année il a envoyé deux évêques (Vincent de Capoue et Euphrate de Cologne) à son frère pour le presser de restaurer les exilés sur leurs sièges, et il lui a fait savoir clairement qu'un refus serait considéré par lui comme un casus belli.
La mission des deux évêques à Antioche a tourné à la grossière confusion du parti arien : l'évêque de la ville, Étienne (l'un des Orientaux présents à Sardique, puis à Philippopolis) essaie de les discréditer en faisant introduire une prostituée dans leurs chambres ; le scandale est énorme, mais le pot aux roses est finalement découvert, Étienne déposé, et l'empereur d'Orient momentanément furieux contre le parti arien.
Le climat étant à l'apaisement, Constance II adresse en août 344 une lettre publique à Alexandrie, par laquelle il ordonne de mettre fin aux persécutions contre les partisans d'Athanase. L'évêque intrus Grégoire de Cappadoce, malade depuis longtemps, est au plus mal, ce qui ouvre la voie à un arrangement en douceur. Il meurt le 26 juin 345, mais déjà auparavant l'empereur d'Orient a pris contact avec Athanase pour négocier sa restauration. Athanase hésite beaucoup et se fait prier ; il reste à Aquilée jusqu'au début 346, recevant une nouvelle invitation très pressante à rentrer. Il se rend à Rome pour prendre congé du pape Jules Ier, puis à Trèves où se trouve l'empereur Constant Ier.
Ensuite il voyage directement jusqu'à Hadrianopolis, Constantinople, puis Antioche, où il est reçu cordialement par Constance II, qui lui souhaite bonne chance, et lui demande seulement d'autoriser une église arienne à Alexandrie ; Athanase répond qu'il le fera si les « eustathiens » (partisans d'Eustathe, déposé en 330) ont une église à Antioche. À Jérusalem, il est retenu un moment par un synode convoqué en son honneur par l'évêque Maxime. Enfin, il est accueilli triomphalement à Alexandrie par ses fidèles le 21 octobre 346.

### Troisième période de l'épiscopat (21 octobre 346-9 février 356)
La décennie qui suit est la période la plus faste de la carrière d'Athanase. Sa position devient très forte en Égypte, ce qui lui permettra ensuite de passer des années dans la clandestinité sans jamais être appréhendé. Le fondement principal de cette puissance est le très grand développement à cette époque du monachisme égyptien, sous l'impulsion initiale de Pacôme de Tabennèse (mort le 9 mai 346). La majorité de ce monde monastique se range derrière l'archevêque : peu après son retour, Athanase reçoit une délégation du monastère de Tabennèse, qui lui souhaite la bienvenue, et qui est porteuse d'un message du très prestigieux ermite Antoine.
Athanase contrôle aussi de plus en plus entièrement l'épiscopat officiel du pays : dès son retour, presque tous les évêques contresignent la lettre du concile de Sardique ; ensuite, une décennie entière à Alexandrie lui permet de pourvoir lui-même à plusieurs vacances épiscopales, en choisissant d'ailleurs assez souvent les nouveaux titulaires parmi les moines. Son bras droit, l'évêque Sérapion de Thmuis, est très proche du monde monastique. Quant à l'opposition, les « ariens » ne sont guère présents qu'à Alexandrie ; dans le reste du pays, le schisme mélétien a quelques positions dans le monde monastique.
C'est à cette époque qu'il faut probablement situer l'épisode de l'ordination de Frumence d'Aksoum par Athanase (bien que Rufin d'Aquilée le place au début de l'épiscopat d'Athanase, donc peu après 328, mais les termes de la lettre de Constance II au roi d'Aksoum Ézana, reproduite par Athanase lui-même dans son Apologie de 356, rendent plus vraisemblable une datation plus récente de cette ordination). Cet événement fonde les liens entre les Églises égyptienne et éthiopienne, conservés jusqu'à nos jours.
En février 350, Constant Ier est assassiné en Gaule par les partisans de l'usurpateur païen Magnence. Celui-ci, tentant de profiter des dissensions entre chrétiens, fait une démarche auprès d'Athanase (parallèlement à son ambassade auprès de Constance II, il envoie deux messagers à Alexandrie, Clementius et Valens, qui passent par la Libye) ; l'archevêque, selon son Apologie, aurait opposé une fin de non-recevoir et organisé des prières pour Constance II, mais il est accusé par ses ennemis d'avoir prêté une oreille complaisante à la délégation. Constance II prend d'ailleurs la peine d'écrire à Athanase que rien n'est changé du fait de la mort de son frère.
Le 28 septembre 351, l'empereur d'Orient défait les troupes de Magnence à la bataille de Mursa ; il entre en Gaule en juillet 353, et l'usurpateur se suicide à Lyon le 11 août. Constance II, désormais maître de tout l'Empire, s'installe à Arles, où il fait célébrer magnifiquement ses vicennalia pendant l'hiver 353-354. Dès l'automne 353, un concile réuni à Arles avec des évêques gaulois et des légats du pape Libère (Jules Ier est mort le 12 avril 352) juge et condamne Athanase en exécutant docilement la volonté de l'empereur présent ; l'évêque Paulin de Trèves et même Hosius de Cordoue, qui résistent, sont bannis.
Mais le pape Libère, n'avalisant pas la signature de ses légats, dépêche auprès du souverain Lucifer de Cagliari, avec une lettre réclamant un concile œcuménique. Celui-ci, différé du fait d'une campagne militaire de l'empereur sur le Rhin, se réunit en 355 à Milan, dans le palais impérial, le souverain assistant aux débats derrière un rideau. Le décret de déposition d'Athanase est présenté à chaque évêque, un à un, et tout refus est sanctionné immédiatement par un bannissement.
Dès le printemps 353, Athanase a tenté de prendre contact avec Constance II, alors à Milan, et il lui a dépêché une nombreuse délégation, dirigée par Sérapion de Thmuis, qui s'est embarquée le 19 mai. Mais le 23 de ce mois, Montanus, un officier du palais impérial, arrive à Alexandrie : pas de délégation, dit-il, l'empereur accepte la requête d'Athanase et va le recevoir personnellement en Italie. Comme il n'a déposé aucune requête de cette sorte, Athanase soupçonne un piège destiné à le faire sortir de sa place forte et à le livrer pieds et poings liés à ses ennemis.
Comme la lettre de l'empereur ne comporte pas expressément de convocation impérative, il répond poliment qu'il viendra lui-même s'il en reçoit l'ordre formel, mais en attendant ne bouge pas d'Alexandrie. Pendant l'été 355, Diogène, secrétaire de l'empereur, arrive avec l'ordre clair de s'emparer de la personne d'Athanase ; le 4 septembre, il fait forcer militairement l'entrée d'une église, et fait ainsi plusieurs tentatives pendant plusieurs mois, mais le clergé, les fidèles, et même les fonctionnaires protègent l'archevêque. Diogène repart bredouille le 23 décembre.
Des exilés d'Occident commencent à arriver à Alexandrie et annoncent que le pape Libère lui-même a été banni. Le 6 janvier 356, le Dux Syrianus débarque et ordonne que des effectifs militaires très importants venant de toute l'Égypte et de Libye convergent vers Alexandrie. La ville est sous tension, et Athanase demande à Syrianus s'il est porteur d'ordres spéciaux de l'empereur, en lui montrant les lettres envoyées par Constance II après la mort de son frère Constant ; l'officier répond publiquement qu'il n'en est rien, et que « par la vie de César » il n'accomplira rien sans en référer préalablement au souverain.
La tension retombe quelque peu. Le jeudi 8 février au soir (suivant le dimanche de la Septuagésime), Athanase préside dans l'église Saint-Théonas un office préparatoire à la communion du lendemain ; le bâtiment est brusquement encerclé par une troupe de cinq mille soldats, les portes sont forcées, et peu après minuit le Dux fait irruption accompagné du notaire Hilaire. L'archevêque, assis sur son trône dans l'abside, reste parfaitement serein et ordonne au diacre d'entonner avec les fidèles le psaume 135. Les soldats se groupant de plus en plus nombreux près du chancel, le clergé supplie Athanase de fuir, mais il refuse de bouger tant que la foule des fidèles n'est pas en sécurité.
Les prières continuent ainsi un long moment, jusqu'à ce qu'une grande troupe de moines et de membres du clergé entoure brusquement le trône, s'empare de la personne de l'archevêque et l'exfiltre du bâtiment au milieu de la plus grande confusion. Désormais, il n'apparaîtra plus en public pendant six ans et quatorze jours, jusqu'au 22 février 362.

### Troisième exil (9 février 356-21 février 362)

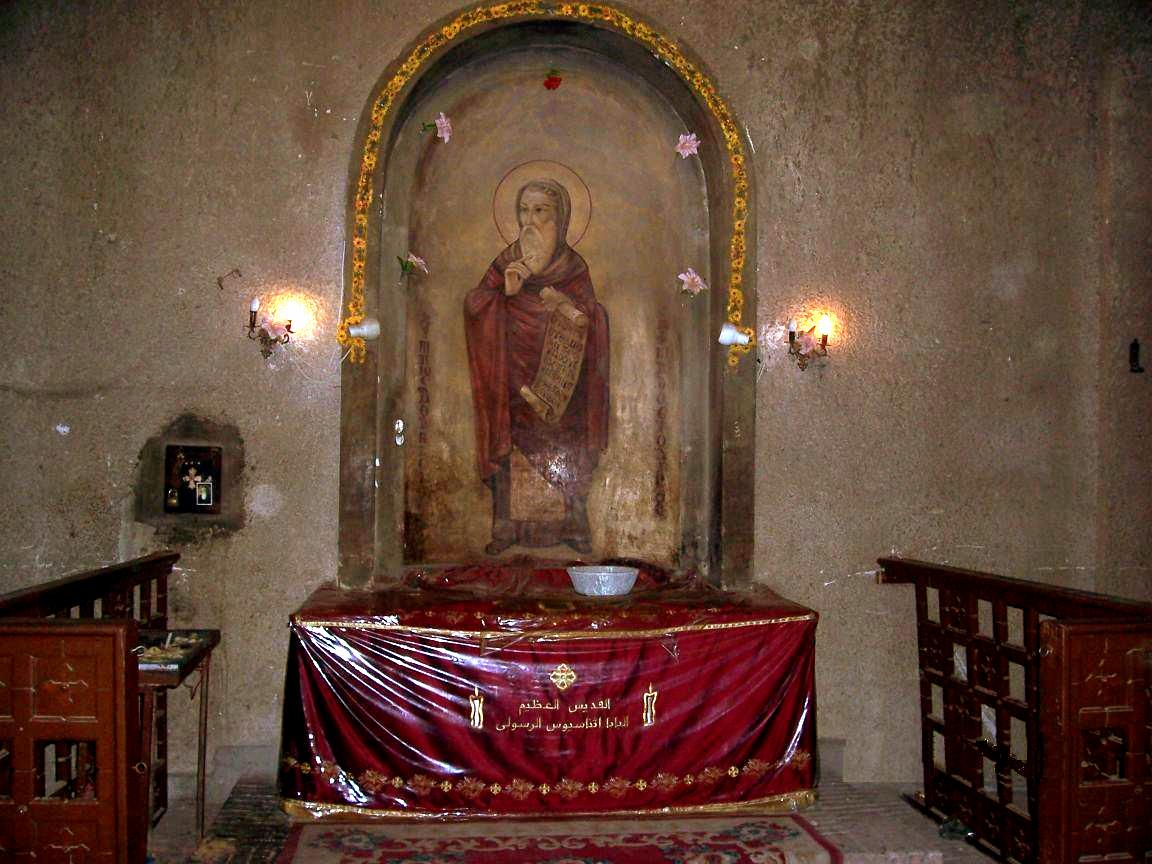
Portrait de saint Athanase, cathédrale Saint-Marc du Caire.

Cette longue période de clandestinité et d'exclusion des affaires est la plus riche spirituellement et littérairement : plus de la moitié de son œuvre conservée date de ces six années. Pendant toute cette période, la police de Constance II le recherche inlassablement, fouillant les villes, villages, monastères et même les tombeaux, mais la cause d'Athanase bénéficie alors d'une si large adhésion dans la population égyptienne qu'on n'a pas conservé la moindre rumeur d'une trahison dont il aurait été victime au cours de ces six ans.
Après sa fuite de Saint-Théonas, Athanase passe semble-t-il quelques jours dans les environs d'Alexandrie (peut-être dans les cellules monastiques du désert de Nitrie), puis se dirige vers la Cyrénaïque, ayant apparemment l'intention de se rendre en Occident pour parlementer d'une façon ou d'une autre avec Constance II. Il a d'ailleurs commencé la rédaction de son Apologie à Constance destinée à l'empereur.
Mais une fois en Libye, il reçoit toute une série d'informations et de documents lui faisant mesurer l'intensité de la répression déclenchée par le souverain, et la résolution tyrannique qui l'anime. Il apprend notamment que le jour de Pâques les troupes se sont livrées à des violences abjectes contre ses fidèles à Alexandrie.
Il reçoit aussi copie de deux lettres de l'empereur, l'une adressée aux Alexandrins, le dénonçant avec virulence et annonçant l'arrivée d'un nouvel évêque appartenant à la tendance arienne, Georges de Cappadoce, l'autre adressée au roi d'Aksoum Ézana et à son frère Sézana pour leur demander de renvoyer le prêtre Frumence, ordonné par « le détestable Athanase », en Égypte pour qu'il reçoive une nouvelle instruction. Comprenant que toute tentative d'engager des pourparlers est inutile, Athanase rédige une Lettre aux évêques d'Égypte et de Libye, les mettant en garde contre les formulaires ariens et les engageant à endurer la persécution, puis il retourne dans le désert égyptien où il achève la rédaction de son Apologie.
Le 10 juin, un nouveau préfet, Cataphronius, arrive à Alexandrie, accompagné par un comte Héraclius porteur d'une lettre de l'empereur aux païens les menaçant de très sévères mesures s'ils ne collaborent pas pleinement à la répression contre les partisans d'Athanase. La fonction de Dux Ægypti est désormais assumée par Sébastien (qu'Athanase appelle « Sébastien le manichéen »), qui met un zèle particulièrement ardent à appliquer les ordres de persécution systématique et d'éjection de toutes les églises des Athanasiens.
Toutes les églises d'Alexandrie sont transférées aux ariens le samedi 15 juin ; au moins vingt-six évêques d'Égypte sont expulsés de leur siège au cours de cette période. L'arrivée du nouvel archevêque, Georges de Cappadoce, est très soigneusement préparée, et elle n'a lieu, sous escorte militaire, que le vendredi 24 février 357, un an après la fuite d'Athanase.
Le nouvel archevêque, dont le Dux Sébastien est le bras armé, se rend rapidement odieux tant par sa tyrannie que par sa cupidité (son caractère abject et ses crimes sont confirmés par l'historien païen Ammien Marcellin, ainsi que par l'empereur Julien, comme d'ailleurs par le sort que lui réserve la population aussitôt après l'annonce de la mort de Constance II). Il dirige ses persécutions et ses exactions aussi bien contre les païens que contre les chrétiens athanasiens.
Pendant ce temps, Athanase se déplace constamment à travers l'Égypte, et il fait même apparemment des séjours clandestins à Alexandrie même (en 357/358, puis en 360), sans jamais être dénoncé par personne et encore moins repéré par la police. Le 2 octobre 358, Georges de Cappadoce est expulsé de la ville par une émeute, et les Athanasiens reprennent possession des églises de la ville du 11 octobre au 24 décembre, jusqu'au retour du Dux Sébastien avec ses troupes.
Pendant l'essentiel de cette période, Athanase se cache dans les cellules monastiques du désert de Nitrie ou de Haute-Égypte, voire dans d'anciens tombeaux ou citernes qui servent alors souvent de refuges (selon Rufin d'Aquilée il aurait passé six ans caché dans une citerne désaffectée, mais il s'agit d'une simplification caricaturale de la réalité).
Le 3 novembre 361, Constance II meurt d'une fièvre en Cilicie, âgé de quarante-quatre ans. La nouvelle est annoncée à Alexandrie par le préfet Gérontius le 30 novembre, avec celle de l'avènement de Julien. C'est une explosion de joie, et Georges de Cappadoce et plusieurs de ses proches sont molestés et conduits en prison ; le 24 décembre, lui et deux autres en sont extraits et massacrés par une foule. Le 9 février 362, un édit de Julien, qui s'est déclaré païen, est publié à Alexandrie, qui autorise le retour des évêques bannis par son prédécesseur. Le 21 février, Athanase est de retour à Alexandrie.

### Jusqu'au retour du cinquième exil (21 février 362-1erfévrier 366)
L'un de ses premiers actes après son retour est de réunir un synode où se retrouvent notamment plusieurs évêques qui ont été persécutés sous le règne précédent, y compris des évêques non-égyptiens comme Eusèbe de Verceil et Astérios de Pétra, et des représentants de Lucifer de Cagliari, de Paulin le Prêtre qui est le chef des « eustathiens » d'Antioche, d'Apollinaire de Laodicée. Il aboutit à la rédaction d'une Lettre synodale d'une haute inspiration, œuvre de l'archevêque lui-même, qui le pose en véritable chef de la chrétienté d'Orient : réaffirmation du symbole de Nicée, modération et appel à la réconciliation vis-à-vis des personnes compromises dans l'arianisme.
Apparemment dès le printemps 362, et avant le synode, l'empereur Julien écrit dans une lettre publique aux Alexandrins (lettre 26) qu'il a autorisé les évêques bannis à rentrer dans leur ville, pas à reprendre leurs fonctions, et qu'Athanase particulièrement, objet de plusieurs mesures de bannissement dans le passé, aurait dû attendre une permission impériale pour regagner la ville et reprendre ses activités, ce qu'il n'a pas fait au grand déplaisir du « peuple religieux » (c'est-à-dire des païens) de la cité ; en conséquence il ordonne à l'archevêque de quitter Alexandrie dès réception de l'avis, sous menace de sanctions sévères.
Mais une démarche est semble-t-il tentée auprès de l'empereur, et dans l'attente Athanase reste dans sa métropole. Vers le mois d'octobre, Julien adresse un message irrité au préfet d'Égypte Ecdicius où il le menace d'une amende si Athanase, « cet ennemi des dieux », n'a pas quitté Alexandrie, et même l'Égypte, avant le 1er décembre ; dans un post-scriptum ajouté de sa main, il évoque avec colère le récent baptême de « femmes grecques distinguées » par l'archevêque. Une autre lettre de l'empereur aux Alexandrins (lettre 51) rejette semble-t-il la démarche faite auprès de lui pour qu'il revienne sur sa décision et confirme le bannissement de l'« intrigant et impie Athanase » de toute l'Égypte.
L'archevêque quitte Alexandrie le 23 octobre et remonte le Nil en bateau vers la Haute-Égypte, mais apprenant qu'il est poursuivi par des officiers impériaux il rebrousse chemin, croise d'ailleurs l'embarcation de ses poursuivants qui ne se doutent de rien, et se cache un temps à Chæreu, une localité proche d'Alexandrie (sur la route qui part vers l'est). Ensuite, une fois assuré de l'abandon des poursuites, il reprend le chemin de la Haute-Égypte : il séjourne notamment à Hermopolis Magna, où il est reçu par les évêques et moines de la Thébaïde, à Antinoupolis, où il se trouve au début de l'été 363 et où on le prévient qu'il est à nouveau recherché, puis au monastère de Tabennèse. Il y apprend que Julien est mort en Mésopotamie le 26 juin, et qu'un chrétien, Jovien, l'a remplacé.

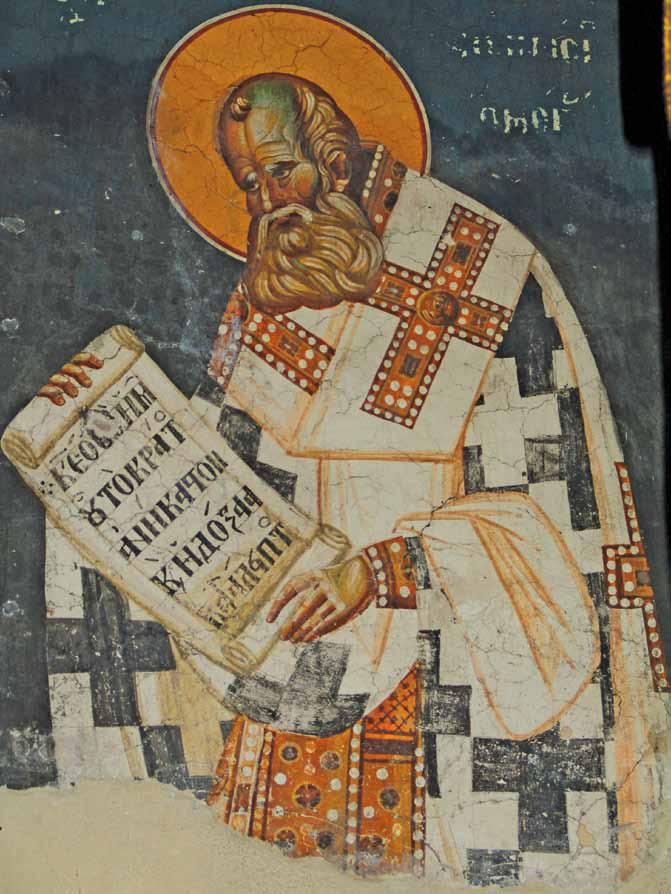
Saint Athanase le Grand, fresque du XIIIe siècle à Ohrid (Macédoine du Nord).

Athanase regagne alors secrètement Alexandrie, puis part immédiatement pour la Syrie avec d'autres évêques égyptiens rencontrer Jovien, qu'il trouve à Édesse vers la mi-septembre, et qu'il accompagne ensuite à Antioche (début octobre). Les ariens aussi assiègent le nouvel empereur, et demandent un évêque pour Alexandrie, mais Athanase a le dessus et obtient tous les documents impériaux souhaités.
Il séjourne à Antioche jusqu'à l'hiver, et il s'y mêle des affaires très épineuses de l'Église de cette ville, où les « eustathiens » sont ses alliés de toujours, mais où la consécration intempestive comme évêque de leur chef Paulin par l'anti-arien fanatique Lucifer de Cagliari a seulement ajouté à la confusion. Jovien quitte Antioche le 21 décembre pour prendre la direction de Constantinople. Athanase, quant à lui, refait son entrée officielle à Alexandrie le 14 février 364, muni des lettres impériales, et il reprend possession de toutes les églises. C'est la fin de son quatrième exil (23 octobre 362 - 14 février 364).
Dans la nuit du 16 au 17 février, Jovien meurt accidentellement à Dadastana, en Bithynie. Valentinien est proclamé empereur à Nicée le 26 février ; le 28 mars, à Constantinople, il nomme son frère Valens coempereur pour l'Orient. Au début, Valens ne manifeste pas de penchant marqué entre les factions chrétiennes, mais très vite il tombe sous l'influence d'Eudoxe de Constantinople, un arien considéré comme radical, dont l'élection dans la capitale date du règne de Constance II. Dès la fin 364, le ralliement de Valens au parti est acquis.
Le 5 mai 365, un édit impérial est publié à Alexandrie : tous les évêques déposés sous Constance II et restaurés à la faveur du règne du païen Julien doivent être à nouveau expulsés de leur siège par les autorités civiles sous peine de fortes amendes pour celles-ci. Un débat s'engage pour savoir si les termes de ce décret s'appliquent exactement à Athanase (car il a été restauré officiellement, non pas par Julien, mais par Jovien), et des tumultes populaires ont lieu. Au bout d'un mois, le préfet calme le jeu en annonçant qu'il va en référer à l'empereur pour éclaircissement.
Le 5 octobre, la réponse est apparemment arrivée : pendant la nuit, le préfet et le dux se présentent à l'église Saint-Denys pour appréhender l'évêque. Mais celui-ci est parti un peu auparavant ; il a quitté la ville et s'est réfugié dans une maison de campagne lui appartenant (située en bordure de la « Nouvelle Rivière », qui sépare Alexandrie de sa banlieue occidentale).
Mais le 28 septembre, profitant de l'absence de Valens qui se trouve en Syrie, Procope prend le contrôle de Constantinople et se proclame empereur ; en octobre et novembre, il parvient à s'emparer de la Thrace et de la Bithynie, et Valens croit un temps la partie perdue. En tout cas, ce n'est pas le moment pour lui de se mettre à dos les Égyptiens : le 1er février 366, le notaire Brasidas annonce publiquement à Alexandrie le rappel d'Athanase sur ordre impérial. C'est la fin du cinquième exil (5 octobre 365 - 1er février 366).

### Les dernières années

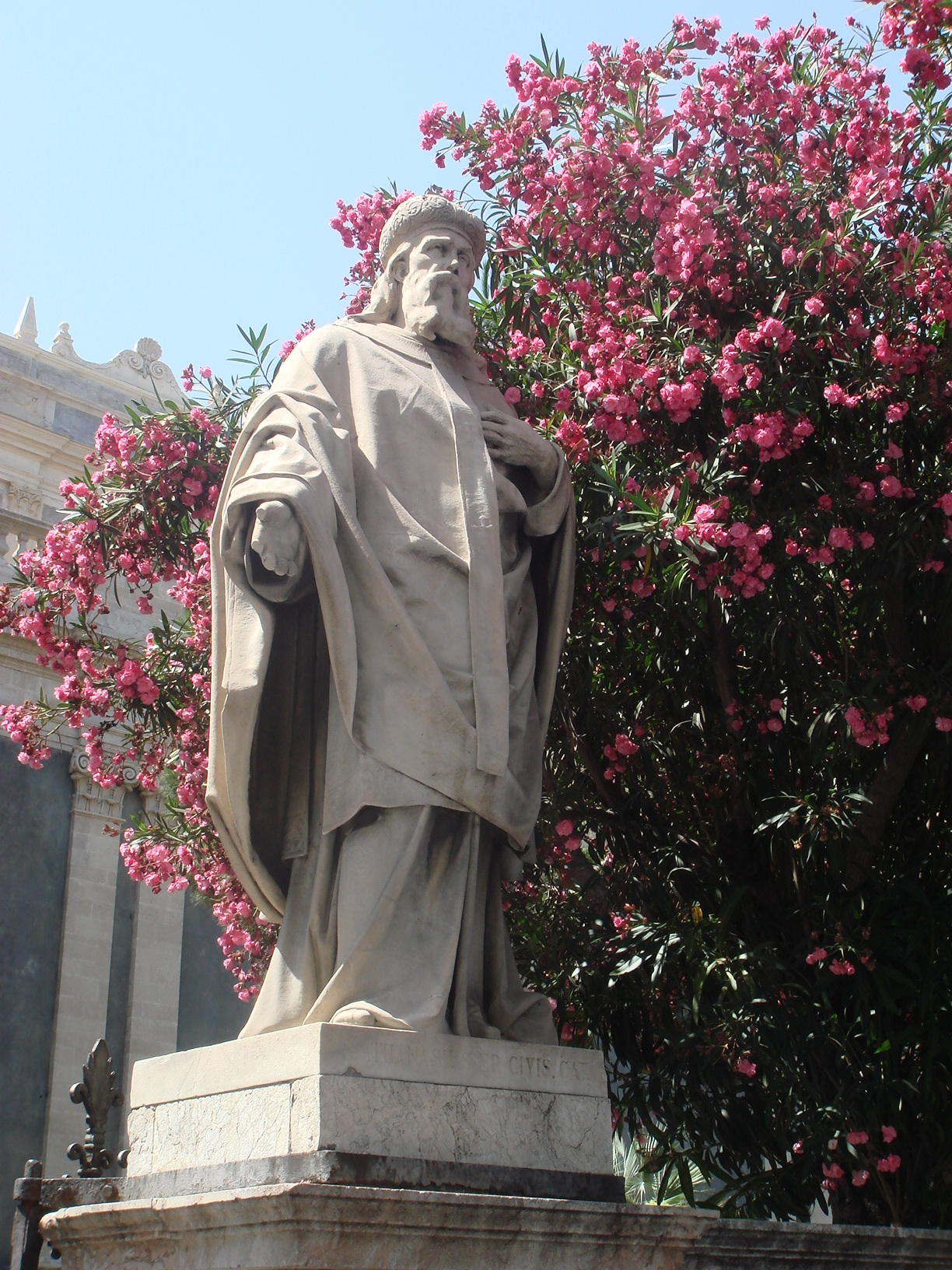
Saint Athanase, cathédrale Sant'Agata de Catane.

En 366, il se produit à Alexandrie une émeute païenne qui aboutit à l'incendie de l'église du Cæsareum, la plus grande de la ville (commencée sous l'épiscopat de Grégoire de Cappadoce grâce à la munificence de Constance II). Les incendiaires sont sévèrement punis et la reconstruction commence en mai 368. Le 24 septembre 367, Lucius, un « évêque d'Alexandrie » que les ariens ont élu à Antioche, entre de nuit dans la ville.
Quand la rumeur de sa présence se répand, un tumulte populaire a lieu, et l'évêque, repéré, ne doit son salut qu'à une intervention énergique de l'armée. Le 26 septembre, il est reconduit sous escorte militaire hors d'Égypte. Le 8 juin 368, Athanase fête ses quarante ans d'épiscopat, et le 22 septembre est commencée dans le quartier de Mendidium la construction d'une église, inaugurée le 7 août 370, qui porte son propre nom.
L'archevêque entretient à cette époque une correspondance, notamment, avec Basile de Césarée, qu'il soutient, mais seules les lettres de ce dernier, malheureusement, ont été conservées. Il passe aussi ses dernières années à réfuter son ex-allié Apollinaire de Laodicée, qui a créé un schisme en 371. Athanase meurt le 2 mai 373, « entrant dans sa soixante-quinzième année » (Rufin d'Aquilée, II, 3), après avoir désigné son successeur Pierre II.

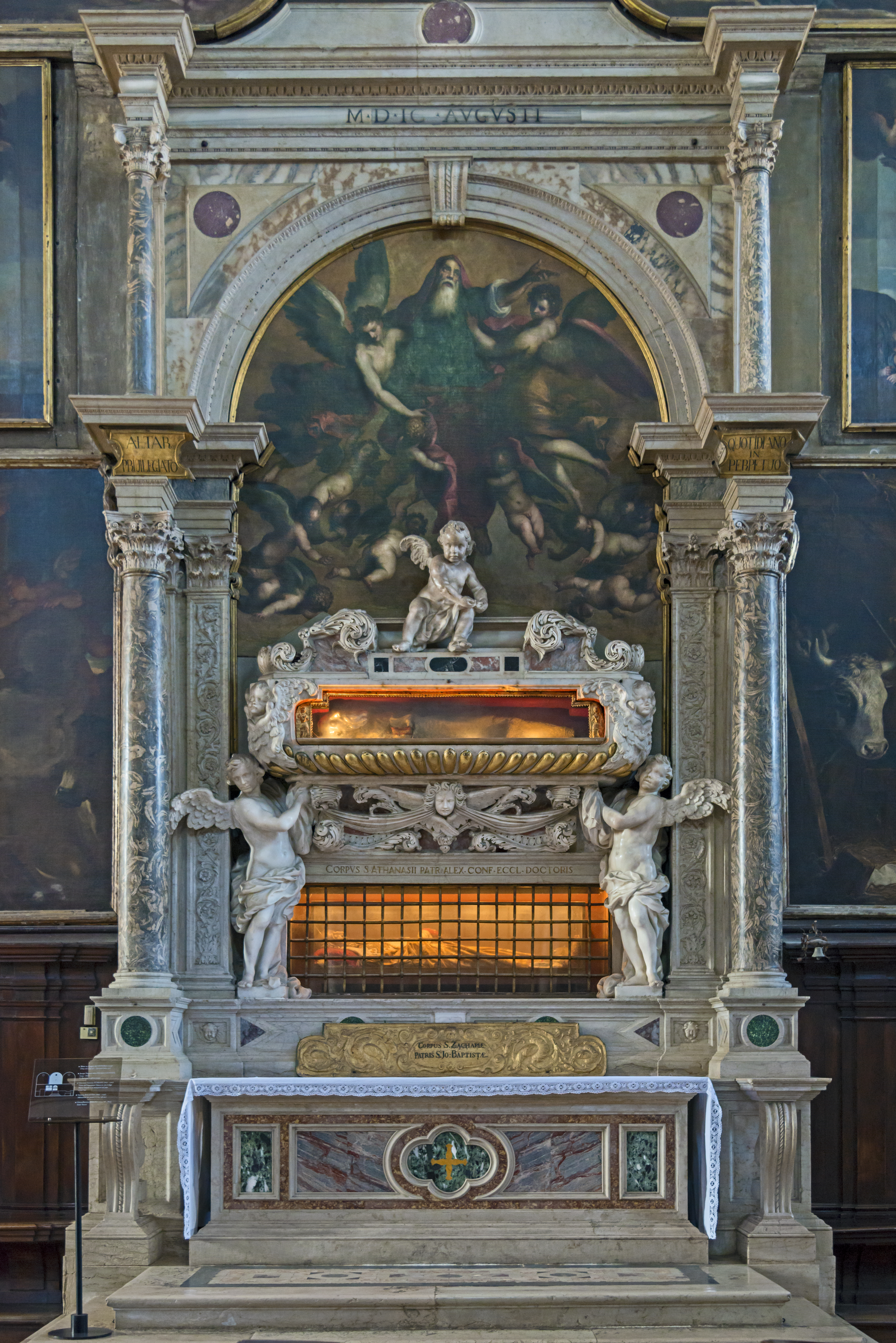
Reliques d'Athanase d'Alexandrie. Église San Zaccaria.

À une époque où le dogme n'était pas fixé (il le sera progressivement par les différents conciles), le combat qu'il mène contre la position arienne (au subordinatianisme d'Arius qui fait du Christ une créature du Père, il oppose la doctrine de la consubstantialité — le Fils est distinct mais consubstantiel au Père) est un des plus décisifs dans la mise en place de la doctrine orthodoxe de la Trinité.
Il lutte non seulement contre les Églises dissidentes, mais aussi contre le pouvoir civil des empereurs. Son charisme, sa ténacité, son caractère impérieux, parfois irascible, lui aliénèrent beaucoup de gens, mais aussi lui acquirent des soutiens indéfectibles aussi bien parmi les populations qu'auprès de ses pairs.
Dans ses écrits, Athanase cherche à convaincre en se plaçant dans la perspective du salut : « l'homme ne serait pas sauvé si le Christ n'était pas pleinement Dieu ».
Ses reliques sont vénérées dans l'église Saint-Zacharie de Venise au-dessus du corps de saint Zacharie, le père de saint Jean-Baptiste.

## Héritage spirituel

### Athanase et le monachisme

#### Le monachisme au temps d'Athanase d'Alexandrie
Athanase d'Alexandrie semble connaître dès sa jeunesse le monachisme, qu'il défend dès le début de son épiscopat en cherchant à s'assurer le soutien du clergé, et en cherchant à intégrer le monachisme dans l'Église.
Parmi les Pères de l'Église antique, Athanase est surtout retenu comme un théologien passionné de l'incarnation du Logos, le Verbe de Dieu qui, comme l'exprime le Prologue du quatrième évangile, « s'est fait chair et a habité parmi nous » (Jn 1, 14).
Ainsi, Athanase fut aussi un tenace adversaire de l'arianisme qui défendait une perception du Christ comme une simple créature « intermédiaire » entre Dieu et l'homme. Antoine le Grand apporta un important soutien aux préceptes d'Athanase. Rétabli définitivement sur son siège épiscopal, l'évêque d'Alexandrie put se consacrer à la pacification religieuse et à la réorganisation des communautés chrétiennes.

#### Un modèle pour le monachisme:Vie d'Antoine

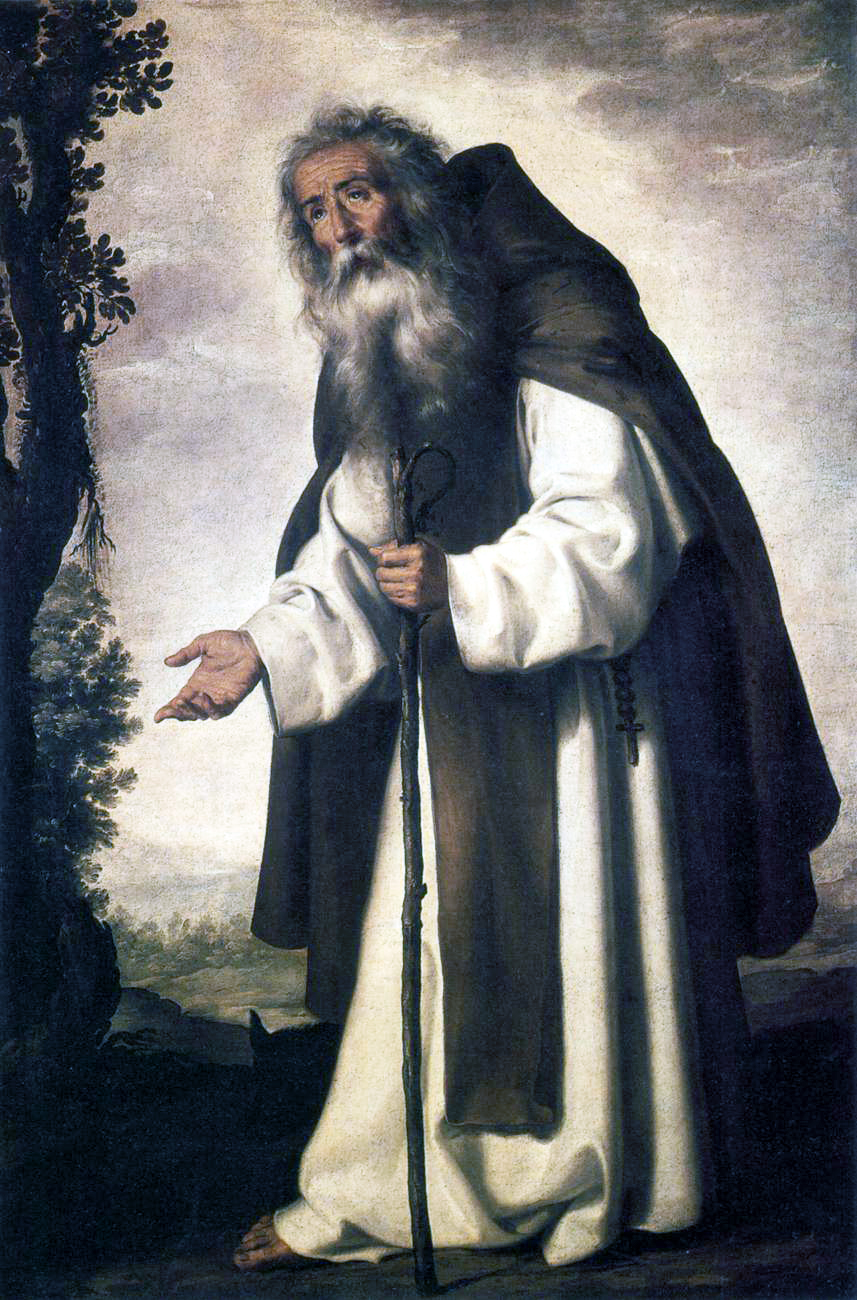
Représentation d'Antoine le Grand, tableau de Francisco de Zurbarán

- Lettres de l'évêque Sérapion de Thmuis, proche disciple de saint Antoine du désert, à propos de la mort de son maître, en qui l'Église reconnaît le père de la vie monastique. Version arménienne de cette lettre.
- Lettre du saint Père Sérapion aux disciples de saint Antoine, Macaire et Amatas.[10]

### La Trinité

#### L'incarnation du Verbe
Le Verbe de Dieu « s'est fait homme pour que nous devenions Dieu ; il s'est rendu visible dans le corps pour que nous ayons une idée du Père invisible, et il a lui-même supporté la violence des hommes pour que nous héritions de l'incorruptibilité ». Athanase d'Alexandrie, Sur l'incarnation du Verbe (54,3).

#### La divinité de l'Esprit
Les lettres d’Athanase d’Alexandrie à Sérapion de Thmuis tirent leur intérêt et leur importance de ce qu'elles sont seules à faire connaître un épisode des grandes luttes menées au IVe siècle autour du dogme de la Trinité, et tout autant de ce qu'elles sont les premières à marquer l'introduction dans la discussion publique d'un nouveau point de cette doctrine fondamentale de la foi : à savoir la divinité du Saint-Esprit, niée par certains chrétiens.
« Athanase est le premier qui ait affirmé la pleine divinité de l'Esprit » (dans ses Lettres à Sérapion, datées de 360).

### Le fondement des Apôtres
« L'assemblée de Jérusalem » (Ac 15, 5-29) a servi de modèle symbolique au concile de Nicée, qui, en 325, a affirmé la divinité du Fils, qui était niée par les ariens et défendue par Athanase d'Alexandrie.
Lettre sur les synodes 54

« Le synode de Nicée a mis correctement par écrit ce qu'il convenait de dire, c'est-à-dire que le Fils, engendré de la substance du Père, lui est consubstantiel. Quant à nous, puisque nous l'avons appris nous aussi, cessons de combattre des fantômes, surtout quand nous savons que ceux qui l'ont mis par écrit ont confessé la foi, non en déviant de la vérité dans leur interprétation, mais en revendiquant la vérité et la piété envers le Christ. »

« À vous de demeurer sur le fondement des Apôtres (Ep 2, 20) et de conserver les traditions des Pères, tout en priant pour que cessent dorénavant toute querelle et toute dispute, pour que les folles tentatives des hérétiques soient condamnées, ainsi que toute lutte de mots. Et puisse la meurtrière hérésie des ariens au nom abominable être éliminée, et la vérité resplendir dans tous les cœurs, de façon que tous, partout, disent la même chose et pensent la même chose (1 Co 1, 10). Et sans plus rien laisser subsister du blasphème arien, qu'on dise et confesse à travers toute l'Église : Un seul Seigneur, une seule foi, un seul baptême (Ep 4, 5) dans le Christ Jésus notre Seigneur, par qui soient rendues au Père la gloire et la puissance dans les siècles des siècles. »

## Œuvres
- Contre les païens ;
- Sur l'Incarnation du Verbe (2e partie de l'ouvrage précédent) ;
- Mémorandum sur la déposition d'Arius ;
- Lettres festales (328 - 373) ; les « lettres festales » ou « pascales » étaient des lettres que les papes d'Alexandrie écrivaient chaque année pour annoncer la date de Pâques (et traiter en même temps des questions d'actualité), et qui étaient reproduites par leur chancellerie pour être envoyées à tous les évêques suffragants et aux grands monastères. Il y en avait donc une par an. Elles étaient écrites en grec et ensuite traduites en copte. Certaines ont été aussi traduites en syriaque ;
- Exposition de la foi ;
- Encyclique aux évêques de l'Église catholique (339) ;
- Lettres sardiques (343) ;
- Apologie contre les ariens (351 ?) ;
- Sur les décrets du concile de Nicée (352 ?) ;
- Vie de saint Antoine cet ouvrage fut traduit rapidement du grec en d'autres langues, dont deux fois en latin dès le IVe siècle, la seconde fois en 373 par Évagre d'Antioche, traduction aussitôt diffusée en Occident (cf. saint Augustin, Confessions, VIII, 14-15) et qui y eut un succès considérable dans les siècles suivants ;
- Lettre aux évêques d'Égypte et de Libye (356) ;
- Apologie à Constance (356) ;
- Apologie sur sa fuite (357) ;
- Histoire des ariens (pour les moines) (358) ;
- Quatre discours contre les ariens (358) ;
- Quatre discours (ou lettres dogmatiques) à Sérapion de Thmuis en Egypte[14] (359) ;
- Sur les synodes de Rimini et de Séleucie (359/360) ;
- Tome aux Antiochiens (362) ;
- Lettre à Jovien (363) ;
- Lettre synodale aux Africains (369 ?) ;
- Contre Apollinaire de Laodicée (I : Sur l'Incarnation de Jésus-Christ ; II : Sur la Venue salutaire de Jésus-Christ) ;
- Sur la Trinité et le Saint-Esprit (conservé seulement en traduction latine) ;
- Sur l'Incarnation contre les ariens (attribution douteuse ; présenté comme authentique par Théodoret de Cyr et le pape Gélase Ier) ;
- Lettres diverses (plusieurs dizaines, not. à Sérapion de Thmuis, à Lucifer de Cagliari…).
- Symbole de saint Athanase connu aussi sous le nom de Quicumque est attribué à l'évêque Fulgence de Ruspe vers 533.
- Clavis Patrum Græcorum 2090-2309.

## Écrits
Athanase, évêque d'Alexandrie, se justifie ici d'avoir dû fuir son église, en racontant les événements survenus le 8 février 356, alors que l'hérésie arienne était dominante.

« La nuit était déjà tombée, quelques fidèles veillaient dans l'attente de la célébration. Soudain, le général Syrianos se trouva là avec des soldats, plus de cinq mille en armes, les glaives tirés, des arcs, des flèches, des bâtons. Il fit encercler l'église, s'occupant lui-même de placer ses soldats tout près, pour que personne ne pût quitter l'église et s'en échapper. Pour moi, j'estimai indigne d'abandonner mon peuple en un moment si critique, au lieu de le protéger. Je pris place sur mon trône et donnai ordre au diacre de lire un psaume et au peuple d'y participer en répondant : Car éternelle est sa miséricorde (Ps 135, 1).
Là-dessus tout le monde devait partir et rentrer chez soi. Mais le général avait alors forcé l'entrée, et ses hommes encerclaient le chœur pour se saisir de nous. Les clercs présents et le peuple commençaient à crier, estimant déjà venu le moment de nous éloigner nous aussi. Pour moi, je répondais que je ne m'en irais pas avant que tous, jusqu'au dernier, ne fussent échappés.
La plupart étaient sortis et le reste suivait quand les moines nous entraînèrent. Et c'est ainsi - la Vérité m'en est témoin : une partie des soldats encerclait le chœur et l'autre patrouillait autour de l'église - que nous nous échappâmes. Le Seigneur nous guidait et nous gardait lui-même. ».

— Athanase d'Alexandrie. Apologie pour sa fuite, trad. J. M. Szymusiak, Paris, Cerf, coll. « Sources Chrétiennes » 56, 1987, p. 235-237.
Évêque d'Alexandrie, Athanase n'eut qu'un objectif : défendre la foi en la divinité du Christ, qui avait été définie à Nicée mais se trouvait battue en brèche de partout. Ni la pusillanimité des évêques, ni les tracasseries policières, ni cinq exils ne vinrent à bout de son caractère et surtout de son amour pour Jésus, Dieu fait homme.
Fidélité à un mode de vie
Grégoire de Nazianze fait l'éloge d'Athanase qui, pendant l'un des multiples exils qu'il a subis, a séjourné parmi les moines du désert, présentés ici comme les vrais « philosophes ».

« De la même manière que les dessinateurs insistent sur certains traits des figures représentées, Athanase fixa dans un seul type de vertu tous les traits épars : il surclassa les intellectuels par ses activités et les hommes d'action par sa science.
Tirant le meilleur parti de son bannissement, il se rend dans les monastères saints et vénérables des moines d’Égypte. Au cours de son séjour dans ces milieux, Athanase le Grand y joua comme partout un rôle de médiateur et de conciliateur à l'exemple de celui qui apaisa les différents par son sang. Il concilie ainsi la vie en solitaire et la vie en communauté, en montrant qu'il y a un sacerdoce qu'il est une sorte de « philosophie » et une « philosophie » qui a besoin aussi du ministère sacerdotal. Il harmonisa de cette manière les deux genres de vies et les associa sous forme d'activités compatibles avec la retraite, et de retraite compatible avec la vie active, de façon à convaincre tout le monde que l'essentiel de la profession monastique consiste dans la fidélité constante à un genre de vie plutôt que dans le fait matériel de vivre retiré du monde. »

— Grégoire de Nazianze. Discours 21, 4.19-20, trad. J. Mossay et G. Lafontaine, Paris, Cerf, coll. « Sources Chrétiennes » 270, 1980, p. 117.149-151.

### Éditions
Éditions de l'œuvre complète
- Édition bénédictine de Bernard de Montfaucon, grec-latin, 2 vol., Paris, 1698.
- Vol. V de la Bibliotheca patrum d'Andrea Gallandi, Venise, 1769.
- Vol. 25 à 28 de la Patrologia Græca de Migne.

Éditions avec traductions publiées dans Sources Chrétiennes (Éditions du Cerf)
- Apologie à l'empereur Constance (Apologia ad Constantium) ; CPG 2129; SC no 56 bis ; 1958.
- Apologie pour sa fuite (Apologia de fuga sua) ; CPG 2122 ; SC no 56 bis ; 1958.
- Discours contre les païens (Oratio contra gentes) ; CPG 2090 ; SC no 18 bis ; 1947.
- Sur l'Incarnation du Verbe (Oratio de incarnatione Verbi) ; CPG 2091 ; SC no 199 ; 1973 (2e édition).
- Histoire « Acéphale » et Index syriaque des Lettres festales (Index Epistularum Festalium) ; CPG 2102 ; SC no 317 ; 1985.
- Lettre à Diodore de Tarse citée par Facundus d'Hermiane (Epistula ad Diodorum Tarsensem apud Facundum Hermaniensem) ; CPG 2164 ; SC no 478 ; 2003.
- Lettres à Sérapion (Epistulæ ad Serapionem) ; CPG 2094 et 2096 ; SC no 15 ; 1947.
- Vie d'Antoine (Vita Antonii) ; CPG 2101 ; SC no 400 ; 1994.

Chez d'autres éditeurs
- Lettres festales et pastorales en copte, avec traduction française de Louis-Théophile Lefort, CSCO 151-152, Louvain, 1965.
- Trois Discours contre les ariens (traduction française), éditions Lessius, 2004.

### Traductions
Dans la collection « Sources chrétiennes », aux éditions du Cerf :
- Lettres à Sérapion, SC no 15,1947.
- Discours contre les païens, SC no 18 bis, 1947.
- Sur l'Incarnation du Verbe (1re édition), SC no 18 bis, 1947.
- Apologie à l'empereur Constance, SC no 56 bis, 1958.
- Apologie pour sa fuite, SC no 56 bis, 1958.
- Sur l'Incarnation du Verbe (2e édition), SC no 199, 1972, introduction, texte critique, traduction et notes par Charles Kannengiesser. (ASIN B01HTFGGP6)
- Index syriaque des Lettres festales, SC no 317, 1985.
- Vie d'Antoine, SC no 400, 1994.
- Lettre à Diodore de Tarse citée par Facundus d'Hermiane, SC no 478, 2003.
- Lettre sur les synodes, SC no 563, 2013.